# Tiwinza (Perú)

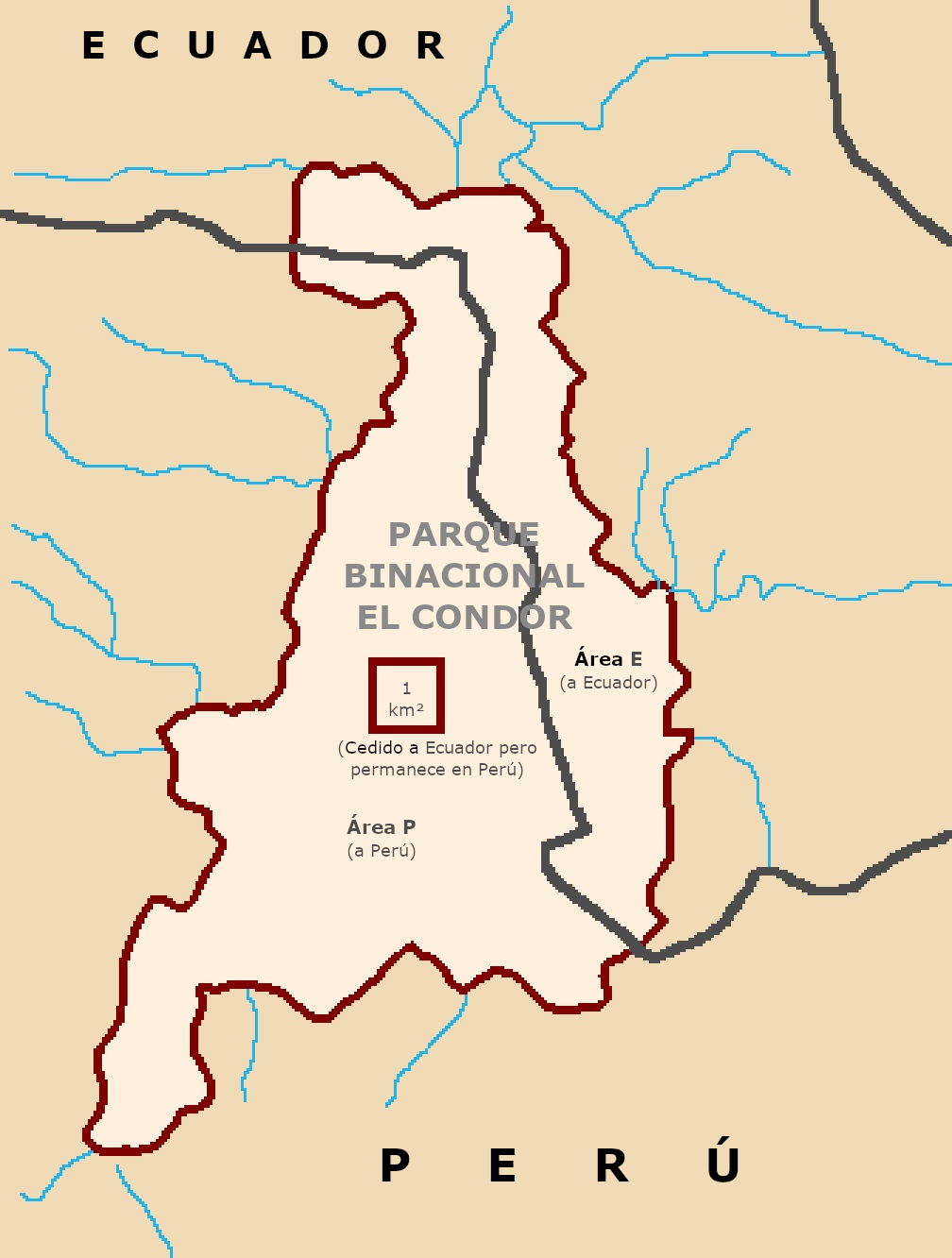
Mapa del área de Tiwinza posterior a la firma del Acta.

El kilómetro cuadrado de Tiwinza, originalmente conocido en Perú como Falso Tiwinza (por referencia al cantón Tiwintza ecuatoriano), es actualmente un terreno de 1 kilómetro cuadrado ubicado en la provincia peruana de Condorcanqui. Fue otorgado, sin perder el Perú la soberanía, al Estado ecuatoriano como propiedad privada para ceremonias conmemorativas.
El área se encuentra entre los ríos Cenepa y Santiago, forma parte del Parque Binacional Perú-Ecuador "El Cóndor", y se inserta en territorio tradicional de los pueblos awajún y wampís.    

## Historia
La zona fue escenario del conflicto del Cenepa, que enfrentó a Ecuador y Perú entre enero y febrero de 1995. El campamento militar ecuatoriano conocido por las autoridades peruanas como "Falso Tiwintza" fue tomado por el Ejército del Perú el 12 de febrero de 1995.
Tras el alto al fuego, el Acta de Brasilia de 1998 consolidó la paz entre ambos países. En 1998 estableció el otorgamiento de un kilómetro cuadrado como propiedad privada al Ecuador. Además, se formuló la creación de parques ecológicos binacionales colindantes, con dos puestos militares existentes. En el 2022 se comprometió el desminado y liberación de artefactos de guerra dejados en la zona durante el conflicto. Asimismo, se acordó la construcción de la vía carrozable que unirá Ecuador con el terreno privado. Así como la edificación de un monumento a los soldados fallecidos durante el conflicto.
Todavía no se han construido monumentos ni se ha desminado el área.